# Charles R. Mabey
Charles Rendell Mabey (ur. 4 października 1877, zm. 26 kwietnia 1959) – amerykański polityk, republikanin, piąty gubernator stanu Utah (w latach 1921–1925).